# جوزيف رودريغيز
جوزيف رودريغيز (بالإنجليزية: Joseph Rodriguez)‏ هو مصور وصحفي أمريكي، ولد في 1951.